# Orthotylinae
Die Orthotylinae sind eine Unterfamilie der Weichwanzen (Miridae) aus der Teilordnung Cimicomorpha.

## Merkmale
Die Prätarsen haben divergierende, lamellenförmige Parempodia an den Klauen. Ähnlich strukturierte Parempodia treten auch in der Tribus Pilophorini auf, die jedoch aufgrund ihrer männlichen Genitalien in die Familie Phylinae gestellt wurde. Die männlichen und weiblichen Geschlechtsteile der Orthotylinae weisen besondere strukturelle Eigenschaften auf, die darauf hindeuten, dass die Gruppe monophyletisch ist.

## Vorkommen und Lebensweise
Die Unterfamilie ist weltweit verbreitet. Sie ist in Südamerika und in Australien besonders artenreich. Es sind weltweit mehr als 220 Gattungen bekannt. In Europa kommen 38 Gattungen vor, in Nordamerika sind es ungefähr 50 Gattungen.
Die meisten Wanzen ernähren sich überwiegend räuberisch (beispielsweise von Pflanzenläusen). Es gibt aber auch Arten, die an den Blättern verschiedener Pflanzen saugen und deshalb als Pflanzenschädlinge gelten.
Alle Arten überwintern als Ei.

## Taxonomie und Systematik
Die Orthotylinae werden in drei bis fünf Tribus unterteilt:
- Ceratocapsini Van Duzee, 1916
- Halticini A. Costa, 1853
- Orthotylini Van Duzee, 1916

Von manchen Autoren werden Coridromiini und Nichomachini ebenfalls als Tribus anerkannt.

## Arten in Europa
Tribus Halticini:
- Anapomella arnoldii V.G. Putshkov, 1961
- Anapus freyi (Fieber, 1864)
- Anapus kirschbaumi Stål, 1858
- Anapus longicornis Jakovlev, 1882
- Anapus pachymerus (Reuter, 1881)
- Anapus rugicollis (Jakovlev, 1877)
- Chorosomella jakowleffi Horvath, 1906
- Dasyscytus sordidus Fieber, 1864
- Dimorphocoris abutilon Wagner, 1966
- Dimorphocoris asanovae Kerzhner, 1964
- Dimorphocoris beieri Wagner, 1965
- Dimorphocoris carayoni Ehanno & J. Ribes, 1994
- Dimorphocoris concii Reuter, 1890
- Dimorphocoris constantini Ehanno, 1994
- Dimorphocoris debilis (Reuter, 1880)
- Dimorphocoris dupuisi Ehanno, 1993
- Dimorphocoris durfortae Ehanno & J. Ribes, 1994
- Dimorphocoris fuscus Joakimov, 1909
- Dimorphocoris gallicus Wagner, 1965
- Dimorphocoris goulae Ehanno & J. Ribes, 1994
- Dimorphocoris gracilis (Rambur, 1839)
- Dimorphocoris josephinae Ehanno & J. Ribes, 1994
- Dimorphocoris lateralis Reuter, 1901
- Dimorphocoris lividipennis Reuter, 1903
- Dimorphocoris lurensis Wagner, 1957
- Dimorphocoris marci Rizzotti-Vlach, 1998
- Dimorphocoris matocqui Ehanno, 1993
- Dimorphocoris mutatus Seidenstucker, 1964
- Dimorphocoris obachi Ehanno & J. Ribes, 1994
- Dimorphocoris osellai Tamanini, 1976
- Dimorphocoris pericarti Tamanini, 1972
- Dimorphocoris poggii Carapezza, 2002
- Dimorphocoris puigmalis Tamanini, 1976
- Dimorphocoris putoni (Reuter, 1882)
- Dimorphocoris pygmaeus Wagner, 1955
- Dimorphocoris remanei Wagner, 1965
- Dimorphocoris robustus Wagner, 1957
- Dimorphocoris ruffoi Tamanini, 1971
- Dimorphocoris sari Linnavuori, 1992
- Dimorphocoris satyriscus (Scott, 1870)
- Dimorphocoris saulii Wagner, 1965
- Dimorphocoris schmidti (Fieber, 1858)
- Dimorphocoris servadeii Tamanini, 1982
- Dimorphocoris tamaninii Ehanno, 1993
- Dimorphocoris tauricus (Horvath, 1880)
- Dimorphocoris tiberghieni Ehanno, 1993
- Dimorphocoris tomasii Tamanini, 1971
- Dimorphocoris tristis (Fieber, 1861)
- Euryopicoris fennicus Wagner, 1954
- Euryopicoris nitidus (Meyer-Dür, 1843)
- Halticus apterus (Linnaeus, 1758)
- Halticus henschii Reuter, 1888
- Halticus luteicollis (Panzer, 1804)
- Halticus macrocephalus Fieber, 1858
- Halticus major Wagner, 1951
- Halticus puncticollis Fieber, 1870
- Halticus pusillus (Herrich-Schäffer, 1835)
- Halticus rugosus Reuter, 1894
- Halticus saltator (Geoffroy, 1785)
- Labops burmeisteri Stål, 1858
- Labops sahlbergii (Fallen, 1829)
- Labops setosus Reuter, 1891
- Myrmecophyes alboornatus Stål, 1858
- Myrmecophyes gallicus Wagner, 1976
- Myrmecophyes latus Wagner, 1975
- Myrmecophyes montenegrinus Wagner, 1976
- Orthocephalus bivittatus Fieber, 1864
- Orthocephalus brevis (Panzer, 1798)
- Orthocephalus championi Saunders, 1894
- Orthocephalus coriaceus (Fabricius, 1777)
- Orthocephalus fulvipes Reuter, 1904
- Orthocephalus medvedevi Kiritshenko, 1951
- Orthocephalus proserpinae (Mulsant & Rey, 1852)
- Orthocephalus rhyparopus Fieber, 1864
- Orthocephalus saltator (Hahn, 1835)
- Orthocephalus vittipennis (Herrich-Schäffer, 1835)
- Pachytomella alutacea (Puton, 1874)
- Pachytomella cursitans Reuter, 1905
- Pachytomella doriae (Reuter, 1884)
- Pachytomella parallela (Meyer-Dür, 1843)
- Pachytomella passerinii (A. Costa, 1842)
- Piezocranum corvinum Puton, 1895
- Piezocranum medvedevi V.G. Putshkov, 1961
- Piezocranum seminulum Horvath, 1898
- Piezocranum simulans Horvath, 1877
- Plagiotylus bolivari (Reuter, 1880)
- Plagiotylus maculatus Scott, 1874
- Plagiotylus ruffoi Tamanini, 1960
- Plagiotylus sahlbergi Reuter, 1901
- Plagiotylus zorzii Tamanini, 1955
- Schoenocoris flavomarginatus (A. Costa, 1842)
- Strongylocoris atrocoeruleus (Fieber, 1864)
- Strongylocoris cicadifrons A. Costa, 1853
- Strongylocoris erythroleptus A. Costa, 1853
- Strongylocoris ferreri J. Ribes & Pagola-Carte, 2007
- Strongylocoris franzi Wagner, 1955
- Strongylocoris leucocephalus (Linnaeus, 1758)
- Strongylocoris luridus (Fallen, 1807)
- Strongylocoris niger (Herrich-Schäffer, 1835)
- Strongylocoris oberthuri Reuter, 1905
- Strongylocoris obscurus (Rambur, 1839)
- Strongylocoris raimondoi Carapezza, 1991
- Strongylocoris seabrai Schmidt, 1939
- Strongylocoris steganoides (J. Sahlberg, 1875)

Tribus Nichomachini:
- Laurinia camponotidea (Lindberg, 1940)
- Laurinia fugax Reuter, 1884

Tribus Orthotylini:
- Blepharidopterus angulatus (Fallen, 1807)
- Blepharidopterus diaphanus (Kirschbaum, 1856)
- Brachynotocoris cyprius Wagner, 1961
- Brachynotocoris parvinotum (Lindberg, 1940)
- Brachynotocoris puncticornis Reuter, 1880
- Cyllecoris ernsti Matocq & Pluot-Sigwalt, 2006
- Cyllecoris histrionius (Linnaeus, 1767)
- Cyllecoris marginatus (Fieber, 1870)
- Cyrtorhinus caricis (Fallen, 1807)
- Dryophilocoris luteus (Herrich-Schäffer, 1835)
- Dryophilocoris flavoquadrimaculatus (De Geer, 1773)
- Excentricus planicornis (Herrich-Schäffer, 1836)
- Fieberocapsus flaveolus (Reuter, 1870)
- Globiceps flavomaculatus (Fabricius, 1794)
- Globiceps fulvicollis Jakovlev, 1877
- Globiceps handlirschi Reuter, 1912
- Globiceps holtzi Reuter, 1912
- Globiceps horvathi Reuter, 1912
- Globiceps juniperi Reuter, 1902
- Globiceps morettii Rizzotti Vlach, 1999
- Globiceps novaki Wagner, 1950
- Globiceps parvulus Reuter, 1904
- Globiceps picteti Fieber, 1861
- Globiceps salicicola Reuter, 1880
- Globiceps sordidus Reuter, 1876
- Globiceps sphaegiformis (Rossi, 1790)
- Globiceps terrai Baena, 1996
- Globiceps weberi Wagner, 1969
- Heterocordylus benardi Horvath, 1914
- Heterocordylus cytisi Josifov, 1958
- Heterocordylus erythropthalmus (Hahn, 1833)
- Heterocordylus farinosus Horvath, 1887
- Heterocordylus genistae (Scopoli, 1763)
- Heterocordylus heissi Carapezza, 1990
- Heterocordylus italicus Kerzhner & Schuh, 1995
- Heterocordylus leptocerus (Kirschbaum, 1856)
- Heterocordylus megara Linnavuori, 1972
- Heterocordylus montanus Lindberg, 1934
- Heterocordylus parvulus Reuter, 1881
- Heterocordylus tibialis (Hahn, 1833)
- Heterocordylus tumidicornis (Herrich-Schäffer, 1835)
- Heterotoma diversipes Puton, 1876
- Heterotoma merioptera (Scopoli, 1763)
- Heterotoma planicornis (Pallas, 1772)
- Hyoidea flavolimbata J. Ribes & E. Ribes, 2000
- Hyoidea kerzhneri Hoberlandt, 1963
- Hyoidea lopezcoloni Baena & Günther, 2001
- Hyoidea notaticeps Reuter, 1876
- Hyoidea stehliki Baena & Günther, 2001
- Hyoidellus laticeps (Wagner, 1958)
- Hypsitylus arbelaitz Pagola-Carte, 2006
- Hypsitylus prasinus Fieber, 1861
- Malacocoris chlorizans (Panzer, 1794)
- Mecomma ambulans (Fallen, 1807)
- Mecomma dispar (Boheman, 1852)
- Orthotylus adenocarpi (Perris, 1857)
- Orthotylus artemisiae J. Sahlberg, 1878
- Orthotylus beieri Wagner, 1942
- Orthotylus bilineatus (Fallen, 1807)
- Orthotylus blascoi J. Ribes, 1991
- Orthotylus boreellus (Zetterstedt, 1828)
- Orthotylus bureschi Josifov, 1969
- Orthotylus calichi Tamanini, 1980
- Orthotylus caprai Wagner, 1955
- Orthotylus concolor (Kirschbaum, 1856)
- Orthotylus contrarius (Wagner, 1953)
- Orthotylus creticus Wagner, 1977
- Orthotylus cupressi Reuter, 1883
- Orthotylus curvipennis Reuter, 1875
- Orthotylus digitus Carapezza, 1997
- Orthotylus dimorphus Wagner, 1958
- Orthotylus discolor J. Sahlberg, 1878
- Orthotylus divisus Linnavuori, 1961
- Orthotylus eleagni Jakovlev, 1881
- Orthotylus elongatus Wagner, 1965
- Orthotylus empetri Wagner, 1977
- Orthotylus ericetorum (Fallen, 1807)
- Orthotylus fieberi Frey-Gessner, 1864
- Orthotylus flaviceps Wagner, 1974
- Orthotylus flavinervis (Kirschbaum, 1856)
- Orthotylus flavosparsus (C.R. Sahlberg, 1841)
- Orthotylus fuscescens (Kirschbaum, 1856)
- Orthotylus gemmae Gesse & Goula, 2003
- Orthotylus globiceps Wagner, 1976
- Orthotylus griseinervis Wagner, 1961
- Orthotylus halophilus Lindberg, 1953
- Orthotylus interpositus Schmidt, 1938
- Orthotylus intricatus Wagner, 1975
- Orthotylus jordii Pagola-Carte & Zabalegui, 2006
- Orthotylus josifovi Wagner, 1959
- Orthotylus junipericola Linnavuori, 1965
- Orthotylus lenensis Lindberg, 1928
- Orthotylus lesbicus Wagner, 1975
- Orthotylus lethierryi Reuter, 1875
- Orthotylus marginalis Reuter, 1883
- Orthotylus mariagratiae Carapezza, 1984
- Orthotylus minutus Jakovlev, 1877
- Orthotylus moncreaffi (Douglas & Scott, 1874)
- Orthotylus nassatus (Fabricius, 1787)
- Orthotylus obscurus Reuter, 1875
- Orthotylus ochrotrichus Fieber, 1864
- Orthotylus oschanini Reuter, 1883
- Orthotylus pallidulus Reuter, 1904
- Orthotylus palustris Reuter, 1888
- Orthotylus parvulus Reuter, 1879
- Orthotylus paulinoi Reuter, 1885
- Orthotylus prasinus (Fallen, 1826)
- Orthotylus pusillus Reuter, 1883
- Orthotylus quercicola Reuter, 1885
- Orthotylus ribesi Wagner, 1976
- Orthotylus rubidus (Puton, 1874)
- Orthotylus salicorniae Lindberg, 1953
- Orthotylus salsolae Reuter, 1875
- Orthotylus schoberiae Reuter, 1876
- Orthotylus sicilianus Wagner, 1954
- Orthotylus siuranus Wagner, 1964
- Orthotylus stratensis Wagner, 1963
- Orthotylus stysi Koziskova, 1967
- Orthotylus tenellus (Fallen, 1807)
- Orthotylus thaleia Linnavuori, 1999
- Orthotylus thymelaeae Wagner, 1965
- Orthotylus troodensis Wagner, 1961
- Orthotylus verticatus Wagner, 1958
- Orthotylus virens (Fallen, 1807)
- Orthotylus virescens (Douglas & Scott, 1865)
- Orthotylus viridinervis (Kirschbaum, 1856)
- Parahypsitylus nevadensis Wagner, 1957
- Platycranus alkestis Linnavuori, 1999
- Platycranus bicolor Douglas & Scott, 1868
- Platycranus boreae Gogala, 2002
- Platycranus concii Tamanini, 1987
- Platycranus erberi Fieber, 1870
- Platycranus hartigi Wagner, 1951
- Platycranus jurineae P.V. Putshkov, 1985
- Platycranus longicornis Wagner, 1955
- Platycranus metriorrhynchus Reuter, 1883
- Platycranus minutus Wagner, 1955
- Platycranus pictus Wagner, 1963
- Platycranus putoni Reuter, 1879
- Platycranus remanei Wagner, 1955
- Platycranus rumelicus Simov, 2006
- Platycranus wagneri Carapezza, 1997
- Pseudoloxops coccineus (Meyer-Dür, 1843)
- Reuteria marqueti Puton, 1875
- Zanchius alatanus Hoberlandt, 1956
- Zanchius breviceps (Wagner, 1951)

## Außereuropäische Arten (Auswahl)
- Aoplonema nigrum Forero, 2008
- Ceratocapsus modestus (Uhler, 1887)
- Coridromius chenopoderis Tatarnic & Cassis, 2008
- Microtechnites bractatus (Say, 1832)